# 13123 Tyson
13123 Tyson (1994 KA) là một tiểu hành tinh vành đai chính được phát hiện ngày 16 tháng 5 năm 1994 bởi C. S. Shoemaker và D. H. Levy ở Đài thiên văn Palomar. Nó được đặt theo tên Neil deGrasse Tyson, astrophysicist và director thuộc Hayden Planetarium.